# Криминология
Криминоло́гия («наука о преступлении», от лат. crimen — преступление и др.-греч. λόγος — учение) — социолого-правовая наука, которая изучает преступность, личность преступника, причины и условия преступности, пути и средства её предупреждения. Считается, что термин «криминология» впервые употребил в 1879 году французский антрополог Поль Топинар; до этого употреблялся термин «уголовная социология». В 1885 году впервые с названием «Криминология» вышла книга итальянского учёного Рафаэле Гарофало. Однако представления о преступном поведении и борьбе с ним можно обнаружить и в более ранних источниках, например в труде Чезаре Беккариа «О преступлениях и наказаниях». Криминологию следует отличать от криминалистики.
Учёный, специализирующийся в этой области называется криминологом.

## История криминологии
Историю развития криминологических идей можно разделить на четыре основных этапа:
- Классический период — вторая половина XVIII века — последняя 1/3 XIX века.
- Позитивистский период — конец XIX — начало XX века.
- Плюралистический период — первые 2/3 XX века.
- Гуманитарный период — вторая половина XX века — по настоящее время.

### В СССР и в России
Криминологические исследования раннесоветского периода отличало ярко выраженное ломброзианство. Оно находилось в резком противоречии с диалектическим материализмом, в связи с чем криминологические исследования в СССР вскоре прекратились — вплоть до 1960-х годов. Марксистская теория объясняла существование преступности наличием капиталистического общества. То, что преступность в социалистическом государстве не исчезла, объяснялось враждебным капиталистическим окружением. Само определение личности преступника в советской уголовной науке включало в себя склонность личности к антисоветским ценностям.
В новейшей истории криминологии в СССР и далее в возникших в его пространстве независимых государств, начиная с 1960-х годов, различаются четыре ниже охарактеризованных этапа.
Детерминистический этап (1960-е — первая половина 1970-х гг.) характеризуется формированием диалектической школы, значимым итогом деятельности которой стало рассмотрение противоречий общественной жизни, относящихся к сферам как бытия, так и сознания, в качестве причин массового преступного поведения (М. М. Бабаев, К. К. Горяинов, У. С. Джекебаев, А. И. Долгова, В. Е. Квашис, Л. В. Кондратюк, В. Н. Кудрявцев, В. В. Лунеев, И. Б. Михайловская и другие).
Плюралистический этап (вторая половина 1970-х — 1980-е гг.) связан с отходом от «единства мнений» по ключевым вопросам криминологии, появлением несовпадающих подходов к определению и объяснению преступности (Н. Ф. Кузнецова, Л. И. Спиридонов, Г. Ф. Хохряков, Д. А. Шестаков и др.), а также, что было не менее важно, с формированием новых научных отраслей (семейная криминология, политическая криминология, криминология массовой информации, экологическая криминология, военная криминология, экономическая криминология) и школ (психологическая школа — Ю. М. Антонян; школа преступных подсистем — Г. Н. Горшенков, С. У. Дикаев, П. А. Кабанов, Г. Л. Касторский, Д. А. Шестаков; украинская школа криминологии — В. В. Голина, А. Н. Костенко, А. А. Музыка и другие; и примыкающая к криминологическому учению девиантологическая школа — Я. И. Гилинский и другие).
Либеральный этап (1980-е — 1990-е гг.). Слово «либеральность» происходит от латинского «liber» — свободный. Либерализм как идеология, политическое и экономическое движение возник в XVII и особенно широко развернулся в XIX столетии, претерпев значительные изменения в XX веке (поздний либерализм). Ядро либеральной идеи составляет утверждение приоритета свободного индивидуума перед государством, государство при этом рассматривается лишь в качестве гаранта экономической и личной свободы личности. Поздний либерализм, правда, уже предполагает активное вмешательство государства в жизнь общества, прежде всего в экономику. Либерализм предполагает свободное обсуждение деятельности государственной власти.
Либеральный этап криминологической мысли в России отмечен критикой власти с криминологических позиций. Так, сомнению был подвергнут институт уголовного наказания за чрезмерную его жёсткость, был поставлен вопрос о смене определённых в законе целей наказания.
Политическая криминология вышла на постановку вопроса о преступности государственной власти, в частности, в связи с осуществлением в СССР красного террора в ленинском, а затем сталинском его проявлениях (Я. И. Гилинский, В. Н. Кудрявцев, В. В. Лунеев, Д. А. Шестаков и другие).
Постлиберальный этап (2000-е годы) начался и протекает под знаком осмысления внешней государственной и надгосударственной, глобальной олигархической преступной деятельности (Р. М. Акутаев, А. П. Данилов, С. У. Дикаев, П. А. Кабанов, К. В. Корсаков, Д. А. Шестаков и другие).

## Методика криминологии
Методика криминологических исследований — это система конкретных способов, приёмов, средств сбора, обработки, анализа и оценки информации о преступности, её причинах и условиях, личности преступника, мерах борьбы с преступностью, методов криминологического прогнозирования её развития и планирования мер борьбы с ней, реализация рекомендаций по совершенствованию практики предупреждения преступлений и возможностей оценки эффективности этой деятельности.
В криминологии преимущественное распространение получили следующие методы:
- Статистические методы, с помощью которых исследуются количественно-качественные показатели преступности и личности правонарушителей[7].
- Метод анкетирования, который позволяет получать данные по таким показателям, которые невозможно установить в статистических материалах и, что важно, проводить неоднократную проверку этих данных. Недостаток указанного метода — в неизбежной субъективности информации, получаемой методом анкетного опроса.
- Метод интервью, который позволяет при определённых условиях получать необходимую информацию быстрее и нередко полнее. Применяется для углублённого изучения личности преступников, потерпевших и общественного мнения.
- Метод тестирования, который применяется для стандартизированного измерения индивидуальных различий: для изучения личности преступника, мотивации преступного поведения, эмоциональных, волевых, интеллектуальных и иных особенностей преступников и потерпевших, их установок и ориентации, характера и содержания отношения с другими людьми, отношений к самому себе и т. д.
- Социометрия, с помощью этого метода можно проследить криминологические особенности взаимоотношений в группе, дать им оценку, выявить характер психологических взаимоотношении, наличие конфликтных ситуаций, группировок, лидерства и т. п. В криминологии указанный метод полезен при изучении эффективности мер уголовного наказания (лишение свободы, исправительные работы, ограничение свободы и др.).
- Документальный метод предполагает изучение документов, содержащих информацию, представляющую интерес в криминологических исследованиях. Помимо уголовных дел, указанный метод используется для анализа самой разнообразной иной документации: официальной и неофициальной (законодательный материал, личные документы, правовая, экономическая и иная статистика и т. д.).
- Наблюдение представляет собой процесс визуального восприятия обстановки (ситуации), имеющей криминологическое значение.
- Экспертная оценка необходима при прогнозировании тех или иных явлений.
- Эксперимент полезен при изучении искусственно создаваемых изменений условий и форм общественной жизни в рамках, например, экономических или социально-правовых преобразований (проверка эффективности и обоснованности суда присяжных в отдельных регионах и т. п.).

## Элементы
Общая криминологическая теория включает в себя теорию преступности и теорию противодействия преступности.
Частная криминология исследует определённые типы преступности: корыстная преступность, насильственная преступность, политическая преступность, — и виды массового преступного поведения: организованная преступная деятельность, коррупция, экологические преступления, неосторожные преступления, преступления несовершеннолетних и против несовершеннолетних и др.
Криминологические отрасли исследуют преступность основных социальных подсистем (институтов) и (или) противодействие преступности средствами этих социальных подсистем (институтов) — семейная криминология, экономическая криминология, политическая криминология, религиозная криминология, криминология закона, криминопенология, криминология СМИ, экологическая криминология.
Предмет изучения криминологии включает в себя четыре основных элемента:
- преступность — изучается как социально-правовое исторически изменчивое негативное массовое явление. Оно слагается из всей совокупности совершаемых в тот или иной период в государстве (регионе, мире) преступлений, имеющих количественные (уровень, динамика) и качественные (структура и характер преступности) показатели. Различают различные виды преступности, такие как насильственная преступность, преступность несовершеннолетних, экологическая преступность и т. д.;

В криминологии употребляется также введённое школой преступных подсистем (невско-волжская школа криминологии) семантическое определение преступности (Д. А. Шестаков), согласно которому преступность рассматривается как свойства человека, социального института, общества отдельной страны, глобального общества воспроизводить множество опасных деяний, проявляющееся во взаимосвязи множества преступлений и их причин, поддающееся количественной интерпретации и предопределяющее введение уголовно-правовых запретов.
По поводу семантического определения преступности существует обширная полемика (А. И. Долгова, А. П. Данилов, Г. Н. Горшенков, С. М. Иншаков, Е. И. Каиржанов, И. И. Карпец, П. А. Кабанов, Т. В. Константинова, Н. Ф. Кузнецова, И. М. Мацкевич, И. А. Носкова, Б. К. Сыздык, и др.).
Соответственно семантическому подходу исследуются преступность семейной сферы — семейной криминологией, преступность экономики — экономической криминологией, преступность политической сферы — политической криминологией, преступность средств массовой информации — криминологией СМИ, преступность законодательной сферы — криминологией закона.
- личность преступника, рассматриваемого в качестве индивида, наделенного совокупностью социальных, биологических и психологических черт, с особенностями формирования и развития, которые позволили ему удовлетворить свои интересы и потребности путём совершения преступления. Кроме того, личность преступника исследуется как непосредственный субъект профилактики и предупреждения новых преступлений (рецидива);
- причины и условия преступности (детерминанты преступности) — изучается совокупность негативных экономических, демографических, психологических, политических, организационно-управленческих явлений и процессов, которые порождают и обусловливают преступность. Причины и условия преступности в многообразии их содержания, природы и механизма действия изучаются на разных уровнях: причины и условия преступности в целом, по отдельным группам преступлений, конкретного преступления;
- предупреждение преступности понимается как система общесоциальных и специально-криминологических мер, направленных на устранение, нейтрализацию или ослабление причин и условий преступности, удержание от преступлений и коррекцию поведения правонарушителей. Профилактическая система анализируется: по направленности, механизму действия, этапам, масштабу, содержанию, субъектам и другим параметрам.